# Trinidad Benjumeda del Rey
Trinidad Benjumeda del Rey   (Sevilla, 1879 - Sevilla, 26 de desembre de 1955) fou un militar espanyol que donà suport a l'alçament contra la II República el 1936.
Benjumeda pertanyia a l'arma d'enginyers. Lluità a la guerra del Marroc des del 1917, on fou ferit i obtengué diverses condecoracions. El 1935 fou ascendit a coronel i el 20 de setembre de 1936 substituí el tinent coronel Luis García Ruiz en la Comandància Militar de Balears. Aquesta designació obeïa al propòsit del govern de la Junta de Defensa Nacional de reforçar els comandaments a mesura que ho permetessin les operacions. Rebé instruccions d'aplicar les mesures que fossin necessàries per aixecar la moral de les tropes i, actuant en conseqüència, sotmeté a consell de guerra els caps militars considerats poc efectius contra l'expedició d'Alberto Bayo que desembarcà a Portocristo (coronel Aurelio Díaz de Freijo Durá i coronel Emilio Ramos Unamuno). Reorganitzà, també, les milícies, que foren enquadrades per oficials de l'exèrcit, excepte la Legión de Mallorca i les Milícies d'Acció Popular, que foren dissoltes. Li correspongué la tasca de reorganitzar la vida ciutadana, la justícia, els aprovisionaments i, en suma, les activitats i accions del bàndol nacional. El 22 de febrer de 1937, fou habilitat per a exercir com a general de brigada. El 5 d'octubre del mateix any, cessà del càrrec i entregà el comandament al general de brigada Enrique Cánovas Lacruz. El 1940 era cap del Regiment de Fortificacions núm. 4 a la zona de Gibraltar. Poc després fou ascendit a General de Brigada i nomenat cap d'enginyers de la Segona Regió Militar, a Sevilla. Morí a Sevilla el 26 de desembre de 1955.